# Myocastorini
Myocastorini – plemię ssaków z podrodziny kolczaków (Echimyinae) w obrębie rodziny kolczakowatych (Echimyidae).

## Zasięg występowania
Plemię obejmuje gatunki występujące w Ameryce Południowej.

## Podział systematyczny
Do plemienia należą następujące rodzaje:
- Thrichomys Trouessart, 1880 – włochatokolczak
- Callistomys Emmons & Vucetich, 1998 – pstrokolczak – jedynym przedstawicielem jest Callistomys pictus (Pictet, 1841) – pstrokolczak malowany
- Myocastor Kerr, 1792 – nutria – jedynym żyjącym współcześnie przedstawicielem jest Myocastor coypus (Molina, 1782) – nutria amerykańska
- Hoplomys J.A. Allen, 1908 – kolcozbrojnik – jedynym przedstawicielem jest Hoplomys gymnurus (O. Thomas, 1897) – kolcozbrojnik nagoogonowy
- Proechimys J.A. Allen, 1899 – kolczakowiec

Opisano również rodzaje wymarłe:
- Eumysops Ameghino, 1888[14]
- Haplostropha Ameghino, 1891[15] – jedynym przedstawicielem był Haplostropha scalabriniana Ameghino, 1891
- Paramyocastor Ameghino, 1904[16] – jedynym przedstawicielem był Paramyocastor diligens (Ameghino, 1888)
- Strophostephanos Ameghino, 1891[17] – jedynym przedstawicielem był Strophostephanos iheringii Ameghino, 1891
- Tribodon Ameghino, 1887[18] – jedynym przedstawicielem był Tribodon clemens Ameghino, 1887
- Ullumys Olivares, Verzi, Contreras & Pessôa, 2016[19]